# Vama (okręg Suczawa)

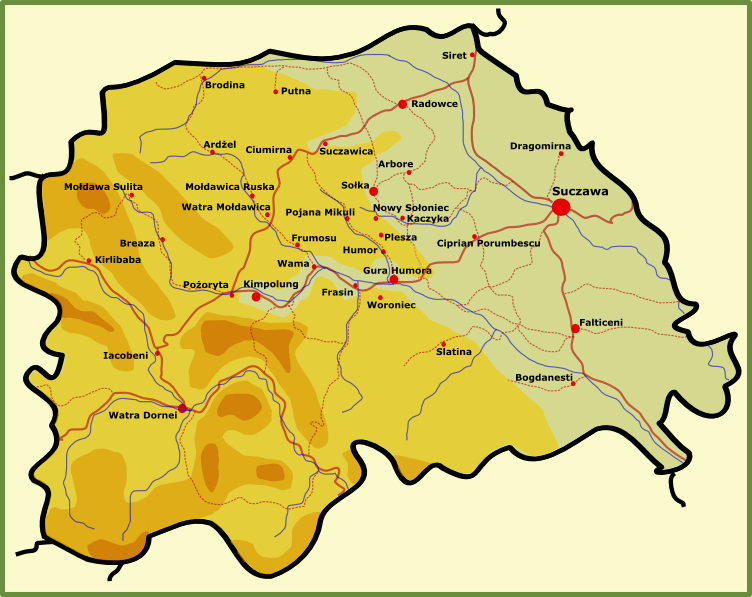
Bukowina południowa

Vama – wieś w Rumunii, w okręgu Suczawa, w gminie Vama. W 2011 roku liczyła 2778 mieszkańców. Jest położona przy ujściu Mołdawicy do Mołdawy, między Kimpulungiem Mołdawskim a Gura Humorului. 

## Opis
W Vamie znajdują się dwie cerkwie i jeden kościół katolicki z 1886 roku. Mieszkańcami są w większości Rumunami, rzadko można spotkać inne narodowości. Istnieje tu Informacja Turystyczna. Począwszy od dworca kolejowego biegnie trasa „circuit artistic”, którym można zwiedzić miejscowość. Vama słynie ze sklepików z wyrobami sztuki ludowej, mieszczą się one w gospodarstwach domowych. Można je zwiedzać (czasem odpłatnie) i dokonać zakupu.
Urodził się tu Rudolf Antoni Schreiber – kapitan dyplomowany artylerii Wojska Polskiego, ofiara zbrodni katyńskiej.

Dzisiejszy okręg Suczawa, z zaznaczoną Bukowiną południową